# Contrat de consommation
Vous pouvez aider à l'améliorer ou bien discuter des problèmes sur sa page de discussion.
- Il adopte un point de vue régional ou culturel particulier et nécessite une internationalisation. (Marqué depuis juillet 2017)

Le contrat de consommation est une convention signée librement par une partie consommateur et une partie professionnelle, qui engage le vendeur à fournir une marchandise ou une prestation en échange d'un paiement. 
Le droit considère qu'il existe un déséquilibre entre consommateur et professionnel, ce dernier ayant accès à toutes les informations sur le produit ou la prestation proposée au consommateur.

## Droit par État

### Droit français
En droit français, il existe donc un code de la consommation pour régir ces contrats, qui vise à protéger le consommateur, notamment en donnant des informations ou en prohibant les clauses abusives.

### Droit québécois
En droit québécois, le contrat de consommation est défini à l'article 1384 du Code civil du Québec : « Le contrat de consommation est le contrat dont le champ d’application est délimité par les lois relatives à la protection du consommateur, par lequel l’une des parties, étant une personne physique, le consommateur, acquiert, loue, emprunte ou se procure de toute autre manière, à des fins personnelles, familiales ou domestiques, des biens ou des services auprès de l’autre partie, laquelle offre de tels biens ou services dans le cadre d’une entreprise qu’elle exploite ». La Loi sur la protection du consommateur est la loi principale en droit de la consommation.